# Auriscalpium
Auriscalpium Gray, A Natural Arrangement of British Plants (London) 1: 650 (1821).
Auriscalpium è un genere di funghi basidiomiceti appartenente alla famiglia Auriscalpiaceae.
Questo genere, dopo la sua creazione, è rimasto per molto tempo monospecifico, con il solo Auriscalpium vulgare, unica specie presente in Europa.

## Descrizione del genere
Si tratta di piccoli funghi idnoidi con gambo laterale, con superficie del cappello glabra o irsuta, di colore 
bruno, imenoforo con spine bruno scure. 
Hanno spore amiloidi, ornamentate, di color bruno chiaro.

## Specie di Auriscalpium
La specie tipo è Auriscalpium vulgare Gray (1821), altre specie incluse sono:
- Auriscalpium andinum (Pat.) Ryvarden (2001)
- Auriscalpium barbatum Maas Geest. (1978)
- Auriscalpium cupulare (Wahlenb.) Kuntze (1898)
- Auriscalpium cupuliforme (Henn.) Kuntze (1898)
- Auriscalpium dissectum Maas Geest. & Rammeloo (1979)
- Auriscalpium fimbriatoincisum (Teng) Maas Geest. (1966)
- Auriscalpium gilbertsonii Ryvarden (2001)
- Auriscalpium luteolum (Fr.) P. Karst. (1880)
- Auriscalpium mesopus (Saut.) Kuntze (1898)
- Auriscalpium occidentale (Paulet) P. Karst. (1880)
- Auriscalpium tenellum (Lam. & DC.) Kuntze (1898)
- Auriscalpium umbella Maas Geest. (1971)
- Auriscalpium villipes (Lloyd) Snell & E.A. Dick (1958)

## Etimologia
Dal latino auris = orecchio e scalpo = gratto, stuzzico, cioè "stuzzica-orecchio", per la forma del carpoforo.